# Hypochaeris
- Commons
- Wikispecies

Hypochaeris é um género botânico pertencente à família Asteraceae.

## Classificação do gênero
| Sistema | Classificação                               | Referência |
| ------- | ------------------------------------------- | ---------- |
| Linné   | Classe Syngenesia, ordem Polygamia aequalis | [ 1 ]      |